# Lozoya (rivière)
Le Lozoya est un cours d’eau espagnol d'une longueur de 91 km qui coule dans les communautés autonomes de Castille-La Manche et de Madrid. Il est un affluent du Jarama dans le bassin du Tage.

## Source de la traduction
- (es) Cet article est partiellement ou en totalité issu de l’article de Wikipédia en espagnol intitulé « Río Lozoya » (voir la liste des auteurs).